# Sageta petita
La sageta petita (Gegenes pumilio) és una espècie de lepidòpter papilionoïdeu de la família dels hespèrids (Hesperiidae) present als Països Catalans.

## Distribució
S'estén pel sud d'Europa, Àfrica, Madagascar, Orient Pròxim, Aràbia i sud-oest d'Àsia fins a l'Índia. També és present a Mallorca.

## Descripció
Envergadura alar d'entre 26 i 28 mm. Lleuger dimorfisme sexual per la presència, en la femella, de petites taques clares a la part exterior de l'anvers de l'ala anterior. Anvers de color bru en ambdues ales. Revers de l'ala anterior de color bru-gris i de l'ala posterior bru xocolata. Les taques clares presents en la femella són més difuses al revers.

## Hàbitat
Fons de barrancs i zones pedregoses o sorrenques amb vegetació esparsa properes a cursos fluvials. També en savanes i herbassars. Rang altitudinal des del nivell del mar fins als 1800 m. A l'Àfrica, l'eruga s'alimenta de gramínies, com ara Ehrharta erecta, mentre que no es coneixen les plantes nutrícies a Europa.

## Període de vol i hibernació
Vola en dues o tres generacions entre mitjans d'abril i finals d'octubre, segons la localitat, sent la primera generació molt escassa. Hiverna com a eruga sense diapausa.

## Espècies ibèriques similars
- Sageta negra (Gegenes nostrodamus)
- Sageta gran (Borbo borbonica)

## Galeria

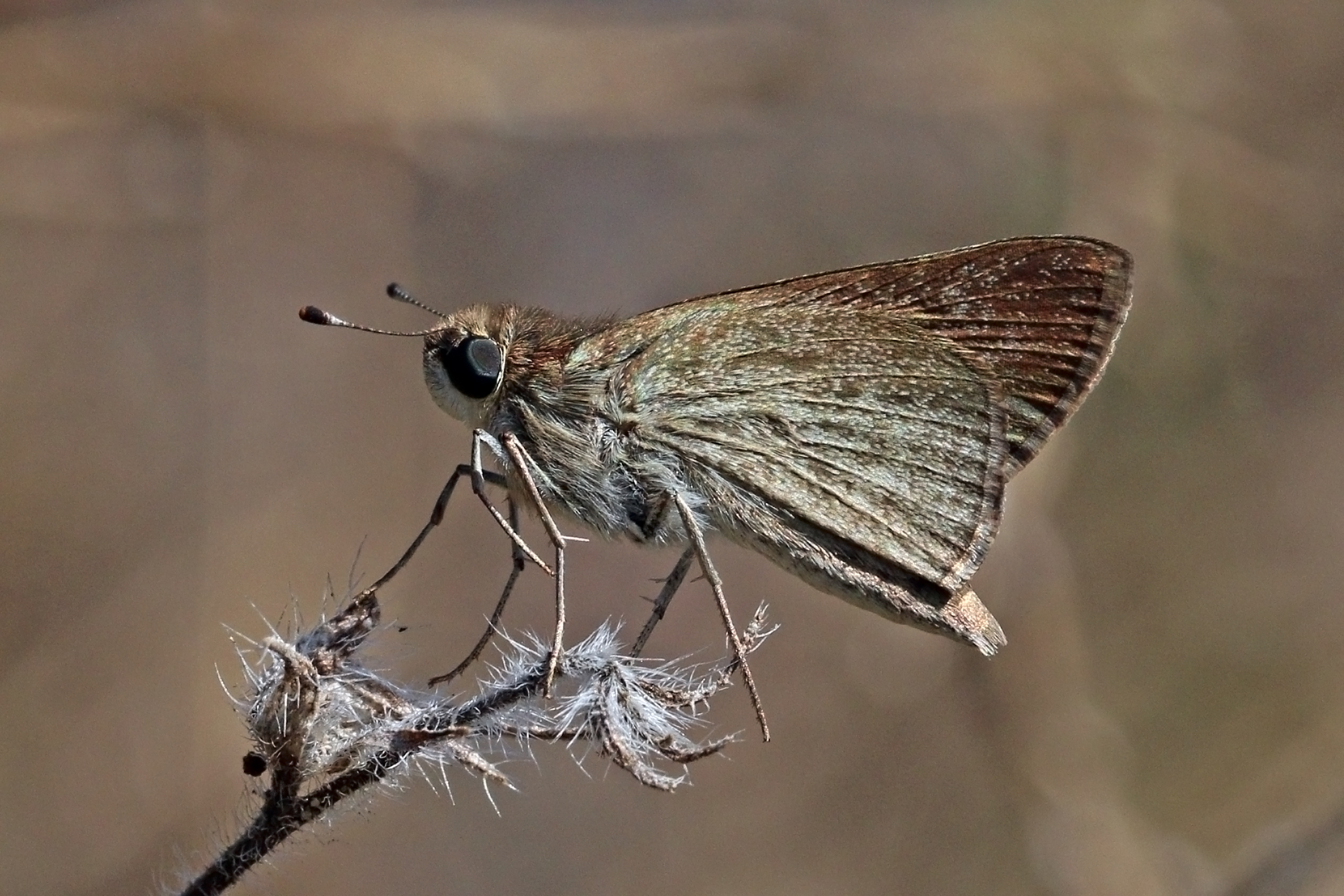
Revers d'un adult
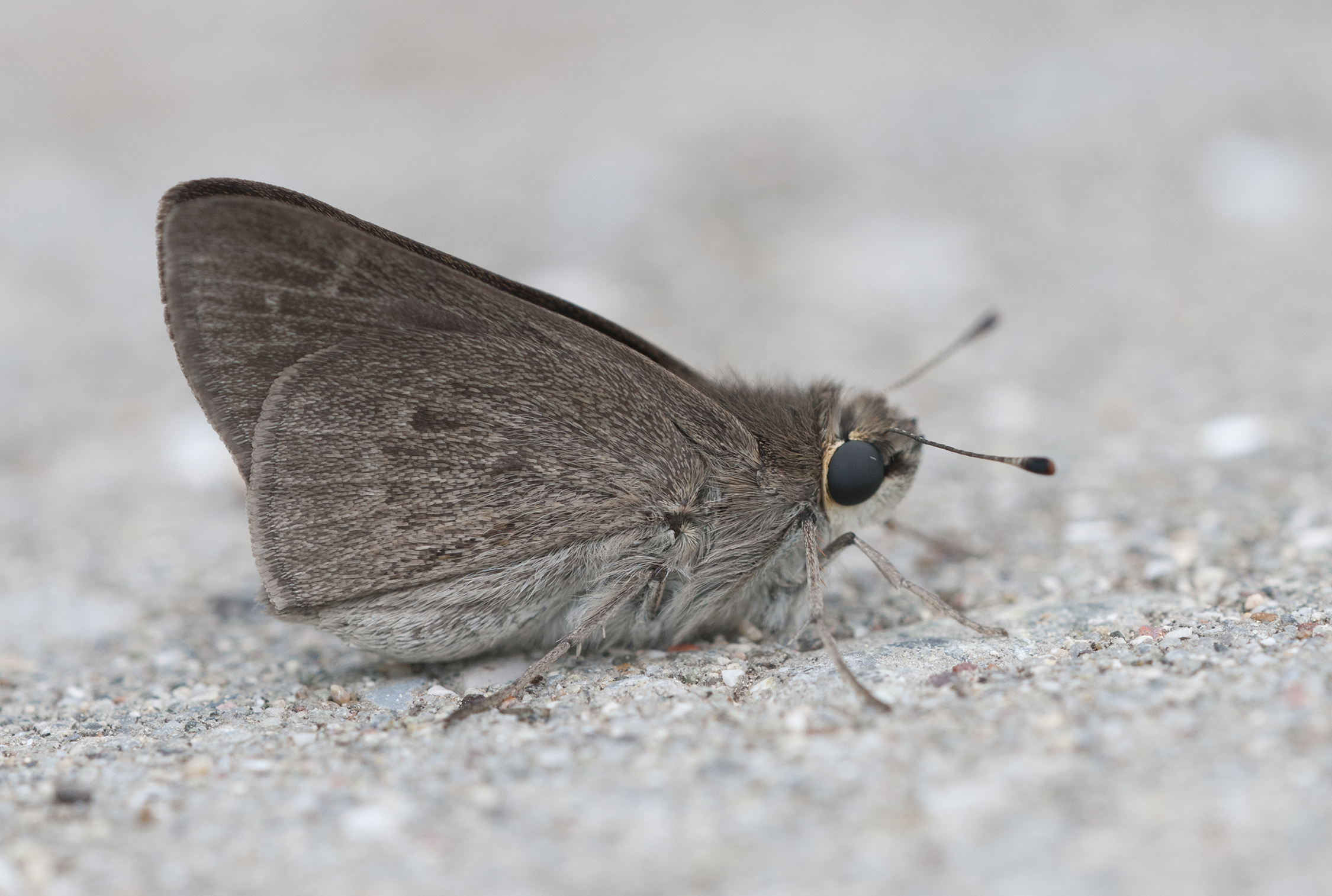
Revers d'un adult aturat a terra
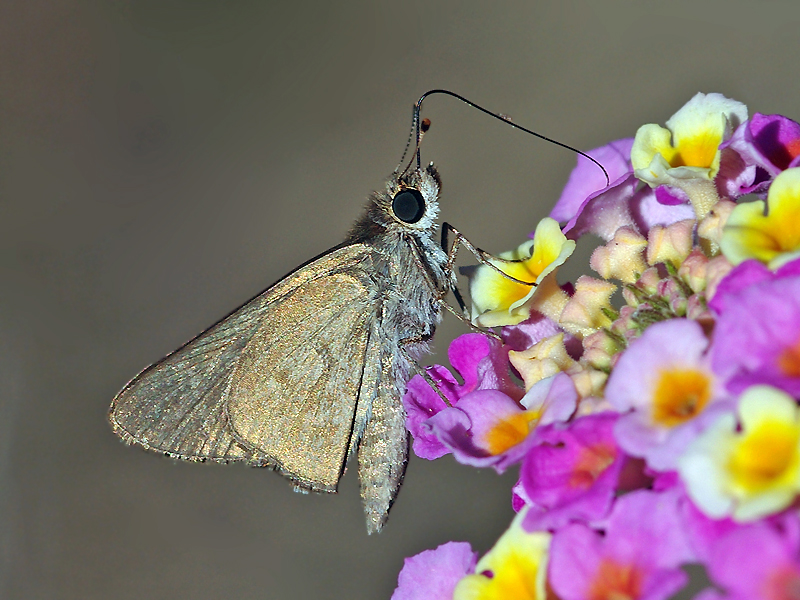
Adult alimentant-se
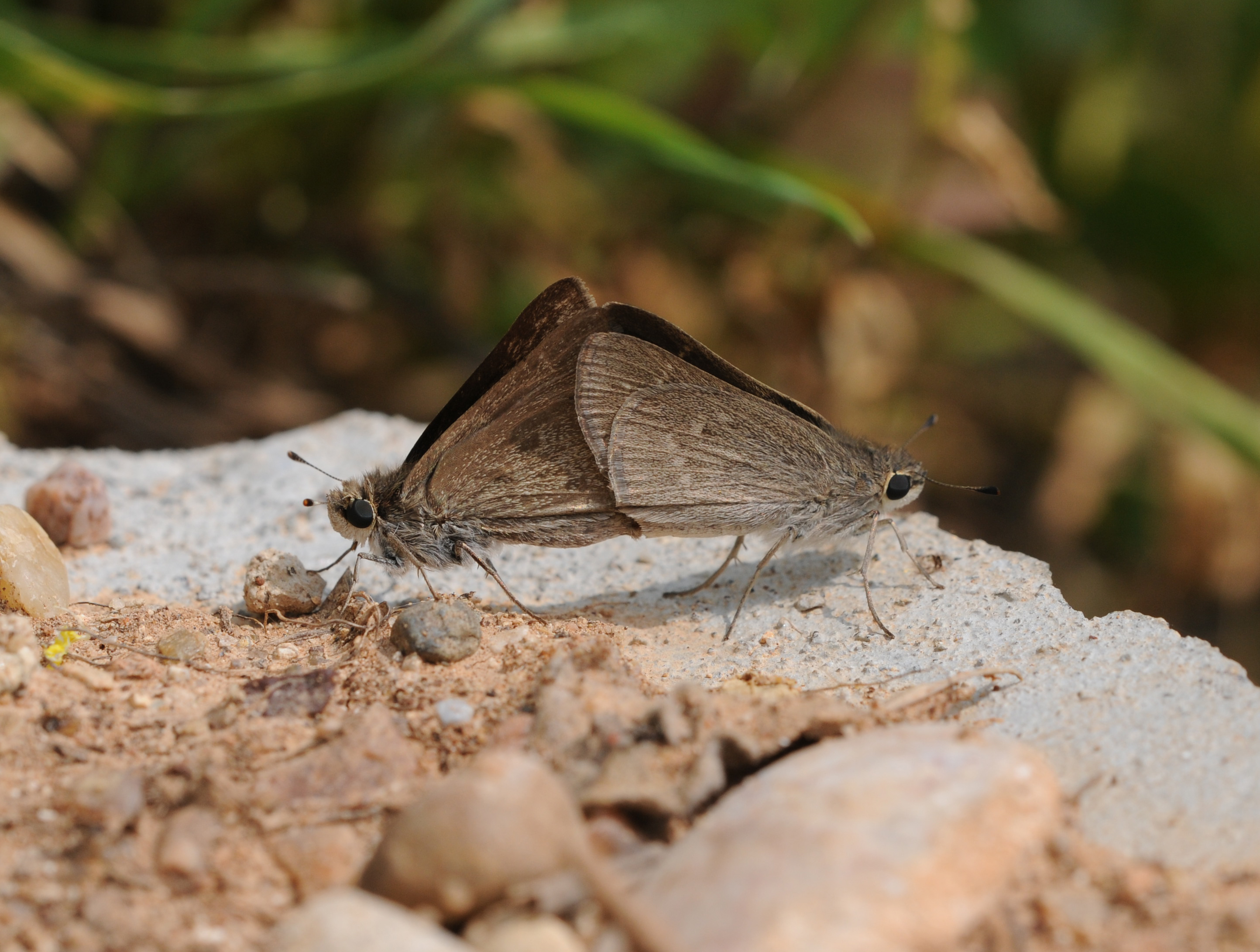
Aparellament